# Аддар
Аддар — река в России, протекает по Кольскому району Мурманской области. Устье реки находится в 15 км по левому берегу реки Антернйоки. Длина реки составляет 11 км.
Берёт начало с южной стороны озера Ренпьяур на высоте 254 м, течёт на юг. На середине течения принимает безымянный левый приток длиной 13 км. Там же на берегу расположено небольшое поселение (бараки). Впадает в Антернйоки со скоростью 0,6 м/с на высоте 152 м.
Вдоль верхней части русла проходит дорога Ковдор — Никель.

## Данные водного реестра
По данным государственного водного реестра России относится к Баренцево-Беломорскому бассейновому округу, водохозяйственный участок реки — Тулома от истока до Верхнетуломского гидроузла, включая Нот-озеро. Речной бассейн реки — бассейны рек Кольского полуострова, впадает в Баренцево море.
Код водного объекта в государственном водном реестре — 02010000312101000001639.